# جرترود فوستر براون
جرترود فوستر براون (بالإنجليزية: Gertrude Foster Brown)‏ هي سفرجات وعازفة بيانو أمريكية، ولدت في 29 يوليو 1867 في موريسون في الولايات المتحدة، وتوفيت في 1 مارس 1956 في ويستبورت (كونيتيكت) في الولايات المتحدة.